# Agency Co-ordinating Body for Afghan Relief
L'Agency Co-ordinating Body for Afghan Relief (ACBAR) (en paixtu:د افغانانو د پاره د مرستو د انسجام اداره / persa: اداره هماهنگی کمک ها برای افغان ها) és una Organització No Governamental (ONG) creada l'agost del 1988 amb seu a Pakistan.
El seu objectiu és a coordinar les ONG que participen en l'assistència humanitària a Afganistan i per als refugiats afganesos del Pakistan. Es va crear seguint el criteri dels Acords de Gènova en resposta a la necessitat de coordinar les ONG.El 1992 fou reconeguda com una plataforma influent per focalitzar els esforços de les ajudes a Afganistan. El 1999 comptava amb 73 ONG amb seu a Peshawar, Kabul, Herat i Jalalabad.